# Baturîn
Baturîn (în ucraineană Батурин) este o așezare de tip urban din raionul Bahmaci, regiunea Cernihiv, Ucraina. În afara localității principale, nu cuprinde și alte sate.

## Demografie
Componența lingvistică a așezării de tip urban Baturîn
     Ucraineană (94,78%)
     Rusă (3,2%)
     Romani (1,83%)
     Alte limbi (0,13%)
Conform recensământului din 2001, majoritatea populației așezării de tip urban Baturîn era vorbitoare de ucraineană (94,78%), existând în minoritate și vorbitori de rusă (3,2%) și romani (1,83%).